# Place des Vosges
Place des Vosges (oprindeligt Place Royale) er den ældste planlagte plads i Paris, Frankrig. Pladsen er beliggende i Le Marais-distriktet på grænsen mellem det 3. og 4. arrondissement i Paris. Det var en fashionabel og dyr plads at bo omkring i løbet af det 17. og 18. århundrede, som var populær blandt den parisiske højadel.

## Historie
Pladsen var oprindeligt kaldet Place Royale, og den blev opført af Henrik 4. af Frankrig fra 1605 til 1612. Place Royale er en kvadratisk plads med fire sider på 140 meter. Pladsen er et eksempel på et af de første royale byplanlægningsprogrammer i Europa (Plaza Mayor i Madrid, påbegyndt i 1590, går dog forud). Place Royale blev opført på beliggeden for Hôtel des Tournelles og dets haver: ved en turnering blev Henrik 2. såret og døde her. Katarina af Medici fik det gotiske slotskompleks nedrevet, og hun flyttede selv til Palais du Louvre.
I 1612 blev pladsen indviet med en fejring af forlovelsen mellem Ludvig 13. af Frankrig og Anna af Østrig. Den var en prototype på fremtidige pladser med boliger rundtom, som skød op i Europa i årene efter. Det nye ved Place Royale var, at bygningernes facader mod pladsen alle var opført i samme design, sandsynligvis af arkitekten Jean Baptiste Androuet du Cerceau. Facaderne er udført i røde mursten med hvide accenter over hvælvede arkader med firkantede søjler. Stejle, blå skiffertage har diskrete kviste med vinduer i små ruder over frontonerne på facaden. Kun den nordlige del af bygningerne har hvælvede lofter, som "gallerierne" skulle have haft. To pavilloner, der er højere end resten af tagryggen på pladsen, står centreret på pladsens nordlige og sydlige side og giver adgang til pladsen gennem tre store buer. Selvom de kaldes Pavilion du Roi og Pavilion de la Reine (dansk: Kongens og Dronningens pavilion), har der ikke, på trods af pladsens royale navn, aldrig boet nogen kongelige der med fast residens, omend Anna af Østrig boede i Pavilion de la Reine i en kort periode.
Opførelsen og udviklingen af Place des Vosges var startskuddet på flere følgende udviklinger af Paris, der skabte velfungerende rammer for det franske aristokrati og højadelen. Pladsen blev ofte brug som et sted for adelen at samles og snakke helt indtil den Franske Revolution.
Før pladsen var færdiggjort lod Henrik 4. også anlæggelsen af Place Dauphine begynde. Inden for en fem-årig periode overså kongen et enormt byggeprojekt i den lettere hærgede middelalderby: tilføjelser til Palais du Louvre, opførelsen af Pont Neuf, opførelsen af Hôpital Saint-Louis og anlæggelsen af disse to pladser.
Kardinal Richelieu fik en rytterstatue af Ludvig 13. opført i midten af pladsen (der var ikke nogle haveudstykninger indtil 1680). I slutningen af det 18. århundrede, hvor store dele af adelen havde flyttet til Faubourg Saint-Germain-distriktet, formåede pladsen at holde på nogle af sine aristokratiske ejere. I 1799 blev pladsen omdøbt da departementet Vosges blev det første til at betale skatter til støtte for revolutionshæren. Da Restaurationen kom i Frankrig blev pladsen igen omdøbt til sit tidligere navn, men ved den tredje franske republiks magtovertagelse i 1870 blev navnet igen ændret til dets nuværende navn: Place des Vosges.
I dag er pladsen beplantet med en bosquet af voksne lindetræer sat i græs og grus, omkranset af tilklippede lindebuske.

## Beboere på Place des Vosges
- No. 1bis Madame de Sevigné blev født herOversigt over Place des Vosges med husnumreNo. 6, “Maison de Victor Hugo”, bolig for forfatteren fra 1832 til 1848 i det, der på daværende tidspunkt blev kaldt Hôtel de Rohan (i dag en del af Paris Musées)
- No. 7 Maximilien de Béthune, hertug af Sully - minister for Henrik 4. af Frankrig
- No. 8 poet Théophile Gautier og forfatter Alphonse Daudet
- No. 9 (Hôtel de Chaulnes), sæde for l’Académie d’Architecture
- No. 11 kurtisanen Marion Delormes bolig fra 1639 til 1648
- No. 12 Émilie du Châtelets bolig
- No. 14 (Hôtel de la Rivière) - dets lofter, malet af Le Brun, er bevaret og genopsat i Musée Carnavalet
- No. 15 Marguerite Louise d’Orléans, hustru til Cosimo 3. de' Medici, Storhertug af Toscana
- No. 17 tidligere residens for Bossuet
- No. 21 Kardinal Richelieu fra 1615 til 1627
- No. 23 postimpressionistiske maler Georges Dufrénoy
- No. 28 (Pavillon de la Reine) Chabot-Rohan-familien

## Galleri
|                    |
| Udsigt til pladsen |

|              |
| Vestlige del |

|                 |
| Nordøstlige del |

|                 |
| Nordøstlige del |

|             |
| Østlige del |

|                      |
| Arkader, østlige del |

|                         |
| Solnedgang, østlige del |

|                      |
| Pavillon du Roi, syd |

|                            |
| Pavillon de la Reine, nord |

|         |
| Arkader |

|                                      |
| En af Cortots fire fontæner fra 1825 |

|                                                           |
| Ægte og falske mursten side om side og hvide stenaccenter |

## Eksterne links
- Den officielle guide, partner for Paris' turistkontor (engelsk)

48°51′20″N 2°21′56″Ø / 48.8556°N 2.3656°Ø